# Consejo Evangélico para la Responsabilidad Financiera
El Consejo Evangélico de Responsabilidad Financiera o CERF, (en inglés: Evangelical Council for Financial Accountability o ECFA) es una agencia de acreditación para promover la integridad fiscal y las prácticas financieras sólidas entre las organizaciones miembros. Fundada en 1979, cuenta con más de 1600 organizaciones cristianas evangélicas que se benefician de la exención de impuestos, sin fines de lucro y recibir contribuciones deducibles de impuestos. A partir de 2006, los ingresos totales de las organizaciones miembros ECFA se informa, es de aproximadamente $ 15 mil millones. La organización, desde su creación, ha basado en el área de Washington D. C., con oficinas en la actualidad en Winchester, Virginia.

## Historia
En 1977, el senador Mark Hatfield, quien desde 1973 es miembro de la junta directiva de World Vision,  dijo que los evangélicos que tenían que formalizar algún medio para la rendición de cuentas financieras o la legislación del gobierno sería necesario. Al mismo tiempo, el congresista de Texas Charles Wilson había redactado un proyecto de ley que tienen ministerios requeridos a revelar "en el punto de la solicitud." Un grupo de representantes de más de treinta grupos evangélicos se reunió en diciembre de ese año para formular un plan. En esa reunión, el jefe asistente legislativo de Hatfield les dijo que "un programa de divulgación voluntaria" que "excluye la necesidad de la intervención federal en el sector filantrópico y religioso." El llamado a una mayor regulación era también una reacción a la presión pública causada por varios informes de los medios sobre escándalos relacionados con el mal uso de los fondos en obras de caridad.
Dos años más tarde, en 1979, el ECFA fue fundada por la Asociación Evangelística Billy Graham y World Vision de EE. UU. Walter Stanley Mooneyham Presidente de World Vision (Visión Mundial) dijo: "No se puede negar que esta amenaza de la acción del gobierno fue uno de los estímulos" para la fundación de la ECFA.
ECFA fue fundada con el establecimiento de siete normas de rendición de cuentas que cubrían la Junta de Gobierno, el requisito de que los estados financieros auditados, el requisito de la divulgación pública de los estados financieros auditados, la evitación de conflictos de interés, y las normas relativas a las actividades de recaudación de fondos. Se creía que las normas propuestas de la rendición de cuentas por lo general superan los requisitos de la ley. Organizaciones benéficas que cumplen las normas y pagan la cuota de afiliación se les otorgó un sello de aprobación. Las cuotas de afiliación se basan en los ingresos por donaciones. Caridad evangélicas pueden solicitar su acreditación y fueron obligados a presentar información que pueda ser revisada y evaluada contra esas normas. Aquellos reunión se acreditó y concedió un sello de aprobación de las normas.

## Misión
La misión del ECFA era ayudar a las organizaciones caritativas religiosas para ganar y mantener el respeto del público y la confianza en las operaciones de la organización benéfica respectiva a través del cumplimiento de las normas, y para proteger a la población de donantes de posibles conductas no éticas en la gestión de los asuntos de las obras de caridad. Hubo un componente testimonio religioso a la declaración de la misión que sirvió de motivación para el cumplimiento de los miembros de las Normas.
La declaración de principios adoptada por el ECFA es la siguiente: "ECFA tiene el compromiso de ayudar a las organizaciones centradas en Cristo a ganan la confianza del público a través del desarrollo y el mantenimiento de las normas de rendición de cuentas que transmiten honra a Dios prácticas éticas." Comentario sobre la declaración de la misión se puede encontrar en el sitio web ECFA.

## Afiliación
Los miembros ECFA se organizan obras de caridad en los EE. UU., por lo general 5.013 y 5.014 organizaciones evangélicas. Gama Miembros "de la evangelización en las selvas extranjeros de raza de coche evangelismo conductor, del ministerio de los ancianos, los niños, las personas con discapacidad, a los de los militares, los de la calle, y para muchos en el medio. Todos los miembros están cumpliendo con una vocación de llegar a un mundo perdido para Cristo. ECFA miembros se encuentran en todo el territorio de Estados Unidos y EE.UU., y van desde las muy grandes ministerios nacionales a los pequeños ministerios e iglesias locales ".
Los miembros están obligados a presentar anualmente un documento de renovación que incluye la reciente copia de los estados financieros auditados y las respuestas a una serie de preguntas relacionadas con las normas de afiliación. Revisión de campo se llevan a cabo de manera regular por los empleados y representantes ECFA normalmente en el lugar.

## Normas de Integridad
Como una organización de acreditación, ECFA intenta proteger la integridad de su sello. ECFA ha tomado medidas contra las organizaciones miembros que no pueden o no quieren cumplir con las Normas para el Manejo Responsable. Por lo general, los miembros están autorizados a renunciar, pero en algunos casos se suspenden por un período de tiempo que el ECFA determina es suficiente para poner "asuntos" en orden. El ECFA se entera de violaciones normas tanto a través de los resultados de las auditorías de campo que se realizan de forma regular por los empleados ECFA, así como las reclamaciones recibidas directamente por el público.

## Comisión de Responsabilidad y Política de Organizaciones Religiosas
En enero de 2011, el senador Charles Grassley, un miembro del Comité de Finanzas del Senado, pidió ECFA para facilitar las respuestas de la comunidad ministerio relativa a una serie de propuestas legislativas elaboradas por su personal. ECFA formó la Comisión de Responsabilidad y Política de Iglesias para ayudar en este proceso.
En abril de 2011, ECFA nombró miembros de la Comisión.
- Dan Busby, presidente del ECFA .
- Rev. Luis Cortés, fundador de Esperanza, Filadelfia, Pensilvania, una de las mayores redes de evangélicos hispanos en la nación.
- Rev. Mark Davis, director financiero de la Capilla del Calvario , Ft. Lauderdale , Florida.
- Dr. Stephen Douglass , presidente de Campus Crusade for Christ , Orlando, Fla.
- Richard Hammar, abogado y CPA , abogado general de las Asambleas de Dios, Springfield, MO.
- Marca Holbrook, presidente y consejero delegado de Credit Union Cristiana Evangélica (ECCU) , Brea, California
- Dr. Joel Hunter, pastor de Northland, una Iglesia Distribuida, Longwood , Florida
- Lauren Libby , presidente de Trans World Radio | TWR , Cary, Carolina del Norte
- Dr. Jo Anne Lyon, superintendente general de la Iglesia Wesleyana, Indianapolis, Ind. Anteriormente fue el fundador y director ejecutivo de World Hope International, Alexandria, Virginia
- Dr. Marcos Rutland, presidente de la Universidad Oral Roberts (ORU), Tulsa, Oklahoma
- Rev. William Townes Jr., CPA, vicepresidente de (SBC) comité ejecutivo de finanzas de convenciones de la Convención Bautista del Sur.
- Obispo Kenneth Ulmer, senior pastor-maestro de Fieles de la Iglesia Central de la Biblia, Inglewood, California
- Dr. Dolphus Weary, presidente de la Educación Rural y Liderazgo (REAL) Fundación Cristiana, Jackson, Misisipí
- David Wills, presidente de la Fundación Nacional Cristiana (NCF), Alpharetta, Georgia